# Акілле Лауро (співак)
Лауро Де Марініс (нар. 11 липня 1990), професійно відомий під псевдонімом Акілле Лауро — італійський співак, репер й автор пісень. Після перемоги на Una voce per San Marino 2022 отримав право представляти Сан-Марино на Пісенному конкурсі Євробачення 2022 в Турині, Італія з піснею «Stripper», де посів 14 місце у півфіналі. Лауро здобув свою популярність на італійській хіп-хоп сцені — він був учасником музичного фестивалю в Санремо 2019 року з піснею «Rolls Royce», у 2020 році — з піснею «Me ne frego» (укр. Мені байдуже) та у 2022 році — з піснею «Domenica» (укр. Неділя).

## Біографія
Лауро Де Марініс народився 11 липня 1990 року у Вероні, Італія. Його батько, Нікола Де Марініс — професор і магістрат Верховного касаційного суду Італії. Мати — Крістіна Замбон — працює адміністраторкою холдингової компанії Акілле під назвою De Marinis Group.
Лауро виріс у Римі, де з 14 років жив зі своїм старшим братом Федеріко, після того, як їхні батьки переїхали в інше місто. Саме брат, який був продюсером гурту Quarto Blocco, і познайомив Акілле зі світом андеграундної реп-музики.

### Псевдонім
Де Марініс вирішив використовувати сценічний псевдонім Акілле Лауро після того, як люди протягом усього його дитинства пов'язували ім'я Лауро з власником круїзного лайнера з такою ж назвою — Акілле Лауро, круїз якого був викрадений в 1985 році й затонув у 1994 році.

## Кар'єра
14 квітня 2012 року Лауро випустив свій перший мікстейп під назвою Barabba. Він був доступний для безкоштовного завантаження.
Після підписання контракту з Roccia Music, 27 лютого 2014 року вийшов дебютний студійний альбом Achille Idol Immortale за участі таких виконавців, як Marracash, Gemitaiz, і Coez.
У червні 2016 року Лауро покинув Roccia Music. Він створив свій власний лейбл під назвою No Face Agency і випустив свій третій студійний альбом Ragazzi madre в листопаді того ж року, який досяг 22 місця в італійських музичних чартах. Цей альбом отримав золоту сертифікацію Federazione Industria Musicale Italiana у 2018 році.
У жовтні 2017 року Лауро підписав контракт із Sony Music. 22 червня наступного року, співак випустив свій четвертий студійний альбом Pour l'amour. Він досяг 4 місця в італійських музичних чартах та отримав золоту сертифікацію FIMI у 2019 році.
У 2020 році було оголошено, що Акілле Лауро стане головним креативним директором Elektra Records/Warner Music Italy. У липні того ж року Лауро випустив шостий студійний альбом — 1990, який був його першим альбомом, що досяг першого місця в італійських чартах і був сертифікований золотим у 2021 році. Наприкінці року, 4 грудня 2020 року, Лауро випустив свій сьомий студійний альбом — 1920.
16 квітня 2021 року він випустив свій восьмий студійний альбом Lauro. Альбом досяг 1-го місця в Італії, а сингли «Solo noi» і «Marilù» з альбому також потрапили в чарти. Альбом був перевиданий як Lauro: Achille Idol Superstar у 2022 році. У червні 2021 року він разом із Федезом та Орієттою Берті випустив пісню «Mille». Ця пісня стала масовим хітом в Італії та досягла 1-го місця протягом п'яти тижнів і шість разів отримала сертифікацію як платинова.

### Участь у Фестивалі Санремо

#### 2018
У грудні 2018 року було оголошено, що Акілле Лауро братиме участь в музичному фестивалі в Санремо 2019 з піснею «Rolls Royce». Він фінішував на 9-му місці. Після свого першого виступу в Сан-Ремо він випустив свій п'ятий студійний альбом — 1969. Цей альбом є його найпродаванішим альбомом на сьогоднішній день, який був двічі сертифікований FIMI як платиновий у 2021 році. Цей альбом досяг 3 місця в італійських музичних чартах і мав кілька синглів, які потрапили в чарти Італії, включно з піснею «Rolls Royce».

#### 2019
У грудні 2019 року було оголошено, що Лауро вдруге візьме участь у Фестивалі Санремо з піснею «Me ne frego». Він фінішував на 8-му місці, а пісня досягла 4 місця в італійських чартах і була двічі сертифікована як платинова.

#### 2021
У 2021 році Лауро втретє з'явився на музичному фестивалі в Санремо, але вже як гість замість конкуруючого запису. 

#### 2022
У грудні 2021 року було оголошено, що Лауро втретє змагатиметься на музичному фестивалі в Санремо з піснею «Domenica». Співак у кінцевому підсумку фінішував на 14-му місці.

### Участь в Una voce per San Marino та Євробаченні

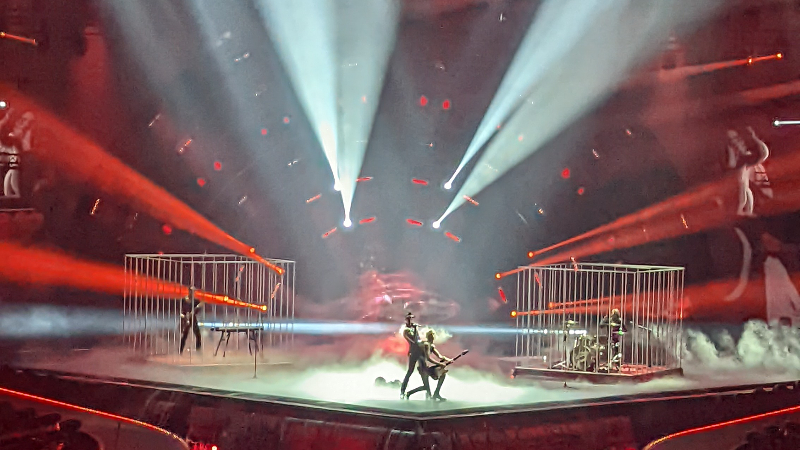
Виступ Акілле Лауро на Пісенному конкурсі Євробачення 2022

Через кілька днів після Санремо 2022 року було оголошено, що Лауро братиме участь як визнаний артист у фіналі Una voce per San Marino, національному відборі Сан-Марино, щоб визначити заявку країни для Пісенного конкурсу Євробачення 2022. Лауро виграв Una voce per San Marino з піснею «Stripper» з відривом від другого місця на один бал.
Лауро представляв Сан-Марино на конкурсі 2022 року в Турині і не пройшов у фінал. Співак посів 14 місце у півфіналі 29 балами від глядачів (12 місце) та 21 балом від журі (13 місце). Від журі Бельгії Лауро отримав найвищу оцінку — 12 балів.